# BM Aragón
Club Deportivo Básico Balonmano Arágon (BM Arágon) var en spansk handbollsklubb från Zaragoza i Aragonien. Den bildades 2003 och upplöstes 2016. Hemmaarena var Pabellón Príncipe Felipe, med plats för över 10 000 åskådare.
Klubben spelade elva säsonger i den spanska högsta ligan, Liga Asobal, från hösten 2005 till att de drog sig ur och gick i konkurs 2016. Internationellt gick klubben till final i EHF-cupen 2007 men förlorade mot SC Magdeburg.

## Spelare i urval

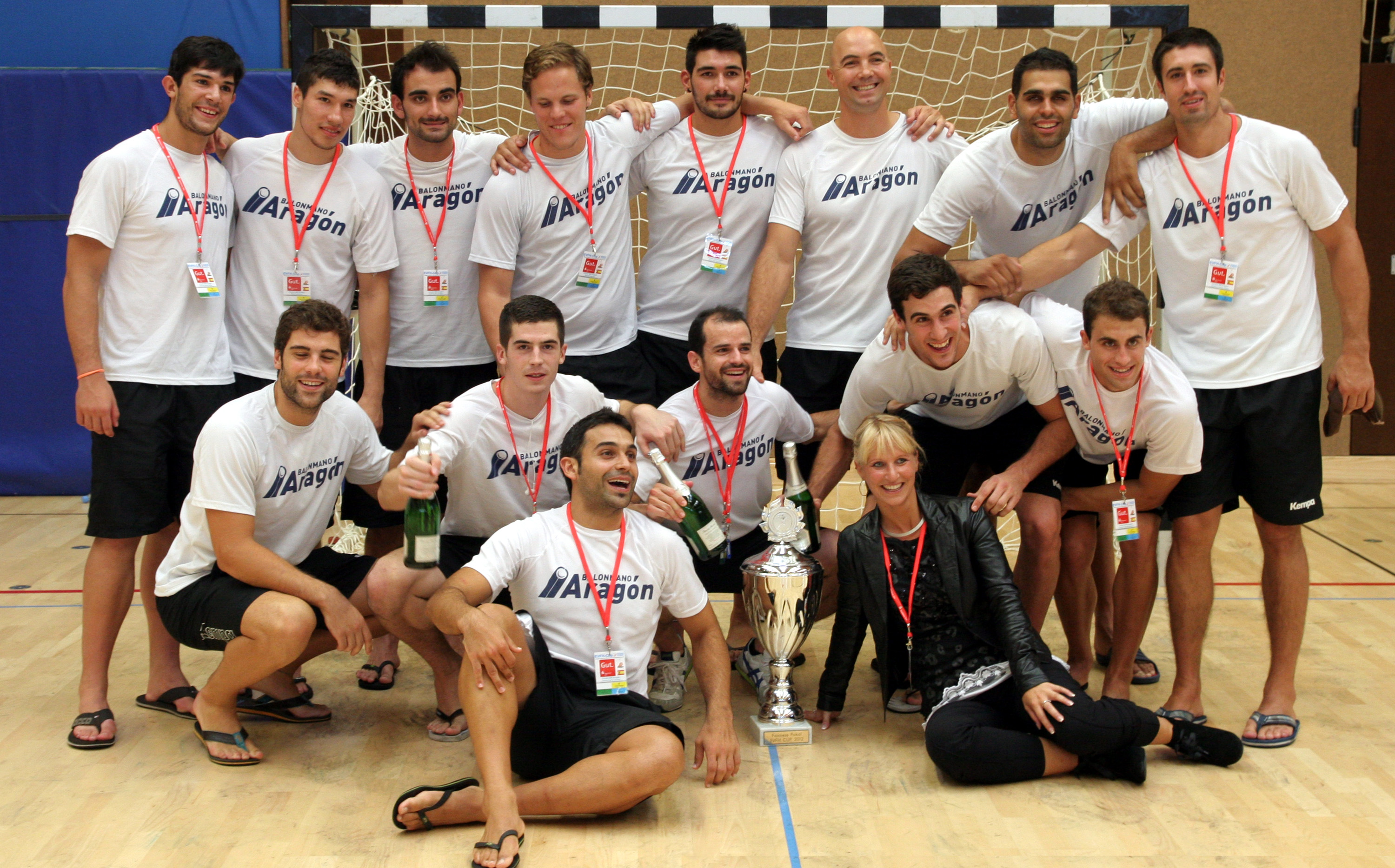
BM Arágons spelartrupp i augusti 2012.

- Robert Arrhenius (2006–2011)
- Dalibor Doder (2005–2009)
- Alex Dujshebaev (2012–2013)
- Richard Kappelin (2012–2013)
- Fredrik Larsson (2009–2011)
- Beno Lapajne (2006–2008)
- Demetrio Lozano (2010–2016)
- Jorge Maqueda (2009–2012)
- Valero Rivera Folch (2005–2007)
- Hussein Zaky (2005–2009)